# 모리타 고이치로
모리타 고이치로(일본어: 森田 耕一郎, 1984년 10월 28일 ~ )는 일본의 전 축구 선수이다.

## 구단 경력
과거 베갈타 센다이, FC 도쿄, SC 사가미하라, 카마타마레 사누키, 레노파 야마구치 FC에서 활동하였다.